# Coupe des clubs champions africains 1991
Navigation
Édition précédente Édition suivante
La Coupe des clubs champions africains 1991 est la 27e édition de la Coupe des clubs champions africains. Le club vainqueur de la compétition est désigné champion d'Afrique des clubs 1991.

## Tour préliminaire
| Équipe 1                 | Résultat       | Équipe 2        | Aller | Retour |
| ------------------------ | -------------- | --------------- | ----- | ------ |
| Ifodje Atakpamé          | 1 - 3          | Sahel SC        | 0 - 0 | 1 - 3  |
| ASF Fianarantsoa         | 4 - 1          | Saint-Louis FC  | 4 - 1 | 0 - 0  |
| Lesotho Defence Force FC | 0 - 3          | Pamba SC        | 0 - 3 | 0 - 0  |
| AS Tempête Mocaf         | 2 - 8          | Petro Atlético  | 2 - 4 | 0 - 4  |
| Brewery                  | -              | Jadidka forfait | -     | -      |
| Denver Sundowns          | 1 - 1 4 - 2tab | Gaborone United | 0 - 1 | 1 - 0  |

## Premier tour
| Équipe 1             | Résultat       | Équipe 2                   | Aller | Retour |
| -------------------- | -------------- | -------------------------- | ----- | ------ |
| Al Ahly SC           | -              | Brewery forfait            | -     | -      |
| Al-Ittihad           | 0 - 2          | ASEC Mimosas               | 0 - 2 | 0 - 0  |
| Al Merreikh          | 1 - 1 7 - 8tab | Nakivubo Villa SC          | 1 - 0 | 0 - 1  |
| Club africain        | 7 - 2          | Requins de l'Atlantique FC | 5 - 1 | 2 - 1  |
| FC Saint Eloi Lupopo | 1 - 1E         | JAC Port-Gentil            | 1 - 1 | 0 - 0  |
| Gor Mahia FC         | 1 - 4          | Highlanders FC             | 1 - 0 | 0 - 4  |
| Hearts of Oak SC     | 5 - 5E         | Petro Atlético             | 4 - 2 | 1 - 3  |
| Inter Club           | 2 - 2E         | Vital’O FC                 | 2 - 1 | 0 - 1  |
| Iwuanyanwu Nationale | 3 - 2          | Old Edwardians             | 3 - 0 | 0 - 2  |
| JS Kabylie           | 6 - 1          | Elect-Sport FC             | 6 - 0 | 0 - 1  |
| CD Matchedje         | 1 - 2          | Pamba SC                   | 1 - 1 | 0 - 1  |
| Nkana FC             | -              | ASF Fianarantsoa forfait   | 6 - 0 | -      |
| ASC Port Autonome    | 0 - 1          | Djoliba AC                 | 0 - 0 | 0 - 1  |
| Sahel SC             | 1 - 3          | Wydad AC                   | 0 - 0 | 1 - 3  |
| Sunrise Flacq United | 7 - 2          | Denver Sundowns            | 6 - 0 | 1 - 2  |
| Union Douala         | 5 - 1          | EF Ouagadougou             | 3 - 0 | 2 - 1  |

## Deuxième tour
| Équipe 1             | Résultat       | Équipe 2             | Aller | Retour |
| -------------------- | -------------- | -------------------- | ----- | ------ |
| Al Ahly SC           | 4 - 1          | Highlanders FC       | 3 - 1 | 1 - 0  |
| Club africain        | 2 - 0          | Djoliba AC           | 2 - 0 | 0 - 0  |
| Iwuanyanwu Nationale | 7 - 1          | JAC Port-Gentil      | 5 - 0 | 2 - 1  |
| JS Kabylie           | 1 - 3          | Wydad AC             | 1 - 0 | 0 - 3  |
| Nakivubo Villa SC    | 5 - 3          | Pamba SC             | 4 - 1 | 1 - 2  |
| Nkana FC             | 4 - 3          | Sunrise Flacq United | 4 - 1 | 0 - 2  |
| Petro Atlético       | 1 - 1 1 - 3tab | ASEC Mimosas         | 1 - 0 | 0 - 1  |
| Union Douala         | 2 - 0          | Vital’O FC           | 2 - 0 | 0 - 0  |

## Quarts de finale
| Équipe 1             | Résultat       | Équipe 2          | Aller | Retour |
| -------------------- | -------------- | ----------------- | ----- | ------ |
| Al Ahly SC           | 2 - 2 2 - 4tab | Nakivubo Villa SC | 2 - 0 | 0 - 2  |
| Club africain        | 2 - 1          | Wydad AC          | 2 - 0 | 0 - 1  |
| Iwuanyanwu Nationale | 3 - 3 6 - 5tab | ASEC Mimosas      | 3 - 0 | 0 - 3  |
| Union Douala         | 2 - 2E         | Nkana FC          | 2 - 1 | 0 - 1  |

## Demi-finales
| Équipe 1          | Résultat | Équipe 2             | Aller | Retour |
| ----------------- | -------- | -------------------- | ----- | ------ |
| Club africain     | E4 - 4   | Nkana FC             | 3 - 0 | 1 - 4  |
| Nakivubo Villa SC | 4 - 3    | Iwuanyanwu Nationale | 3 - 2 | 1 - 1  |

## Finale
| Aller            | Club africain                                                       | 6 - 2 | Nakivubo Villa SC     | Stade olympique d'El Menzah, Tunis                      |                                                         |
| 23 novembre 1991 | Mhaissi 30e 49e · Touati 44e · Sellimi 57e · Rouissi 79e 84e (pen.) |       | 33e Musisi · 81e Kato | Spectateurs : 40 000 Arbitrage : Dodji Hounnake-Kouassi | Spectateurs : 40 000 Arbitrage : Dodji Hounnake-Kouassi |
| 23 novembre 1991 | Rapport                                                             |       |                       | Spectateurs : 40 000 Arbitrage : Dodji Hounnake-Kouassi | Spectateurs : 40 000 Arbitrage : Dodji Hounnake-Kouassi |

| Retour           | Nakivubo Villa SC | 1 - 1 | Club africain | Stade Nakivubo, Kampala                      |                                              |
| 14 décembre 1991 | Butambuze 71e     |       | 51e Touati    | Spectateurs : 25 000 Arbitrage : Badara Sène | Spectateurs : 25 000 Arbitrage : Badara Sène |
| 14 décembre 1991 | Rapport           |       |               | Spectateurs : 25 000 Arbitrage : Badara Sène | Spectateurs : 25 000 Arbitrage : Badara Sène |

## Vainqueur
| Coupe des clubs champions africains Vainqueur 1991 |
| -------------------------------------------------- |
| Club africain Premier titre                        |

## Meilleurs buteurs
| Place | Joueur                | Club              | Buts |
| ----- | --------------------- | ----------------- | ---- |
| 1     | Faouzi Rouissi        | Club africain     | 6    |
| 1     | Adel Sellimi          | Club africain     | 6    |
| 3     | Mohamed Hedi Abdelhak | Club africain     | 5    |
| 3     | Majid Musisi          | Nakivubo Villa SC | 5    |
| 3     | Ndunguidi             | Petro Atlético    | 5    |